# 二战中的拉脱维亚商船
第二次世界大战中，悬挂拉脱维亚国旗、支持同盟国的拉脱维亚船队共有8艘貨船：Abagra, Ciltvaira, Regent, Everasma, Everalda, Everelza, Ķegums以及Everagra，其中只有Everagra和Ķegums幸存至战争结束。
拉脱维亚于1940年6月17日被苏联占领后遭吞并，苏联当局命令所有拉脱维亚商船返航回国。有些船听从了命令（如Hercogs Jēkabs号），其船员中有一部分人被投进了古拉格劳改营。未服从命令的船只共有8艘。
美国北卡罗来纳州的纳格斯黑德有一条以Ciltvaira号命名的街道，该船是第一艘被德军击沉的拉脱维亚船只。1942年1月19日，该船被德军U-123号潜艇击沉。同年，又有更多船只被击沉：Everasma号、Abagra号、Regent号、Everalda号、Everelza号分別於2月28日、5月6日、6月14日、6月29日以及8月13日被擊沉。Everagra于1943年7月8日遭鱼雷袭击，但并未沉没，而且一直服役至1957年，Ķegums号则服役至1948年。